# Бурвиль
Бурви́ль (фр. Bourvil; наст. имя — Андре́ Робе́р Рембу́р, фр. André Robert Raimbourg; 27 июля 1917 года, Прето-Викмар — 23 сентября 1970 года, Париж) — французский актёр и эстрадный певец, один из величайших комических актёров мирового кинематографа.

## Биография
Андре Робер Рембур родился 27 июля 1917 года в городе Прето-Викмар (департамент Приморская Сена). Рано потерял отца (умершего от «испанки» во время Первой мировой войны) и значительную часть детства провёл в деревне Бурвиль, название которой стало его творческим псевдонимом.
Начинал работать в мюзик-холле, где пел и танцевал, исполнял миниатюры юмористического плана. Затем стал работать на радио, а с 1945 года — сниматься в кино.
В 1956 году Бурвиль получил приз Венецианского кинофестиваля Кубок Вольпи за лучшую мужскую роль в фильме «Через Париж».
У Бурвиля осталось двое детей — Доминик (род. 1950) и Филипп (род. 1953) Рембур.
Бурвиль умер 23 сентября 1970 года от множественной миеломы. Похоронен в коммуне Монтенвиль (департамент Ивелин).

## Избранная фильмография
- 1941 — Звёздные круизы / Croisières sidérales
- 1945 — Ферма повешенного / La Ferme du pendu
- 1946 — Не так глуп / Pas si bête
- 1947 — Безумная студия / Le Studio en folie
- 1947 — Через окно / Par la fenêtre
- 1947 — Бел как снег / Blanc comme neige — Леон Мерар[1]
- 1948 — Сердце на ладони / Le Cœur sur la main
- 1949 — Король Пандор / Le Roi Pandore
- 1949 — Микетта и её мать / Miquette et sa mère
- 1950 — Избранник мадам Юссон / Le Rosier de madame Husson
- 1950 — Гару-гару, проходящий сквозь стены / Le Passe-Muraille
- 1951 — Только в Париже / Seul dans Paris — Анри, крестьянин-новобрачный
- 1952 — Нормандская дыра / Le Trou normand
- 1952 — Сто франков в секунду / Cent francs par seconde
- 1953 — Три мушкетёра / Les Trois Mousquetaires
- 1954 — Тайны Версаля / Si Versailles m'était conté…
- 1954 — Апрельская рыбка / Poisson d’avril
- 1954 — Кадет Руссель / Cadet-Rousselle
- 1954 — Любовный треугольник / Le Fil à la patte
- 1955 — Гусары / Les Hussards
- 1956 — Через Париж / La Traversée de Paris
- 1956 — Певец Мехико / Le Chanteur de Mexico
- 1958 — Отверженные / Les Misérables
- 1958 — Двустворчатое зеркало / Le Miroir à deux faces
- 1958 — Техасская серенада / Sérénade au Texas
- 1958 — Странное воскресенье / Un drôle de dimanche
- 1959 — Дорога школяров / Le Chemin des écoliers
- 1959 — Горбун / Le Bossu
- 1959 — Зеленая кобыла / La Jument verte
- 1960 — Капитан / Le Capitan
- 1960 — Ноэль Фортюна / Fortunat[2]
- 1961 — Всё золото мира / Tout l’or du monde
- 1961 — Тракассен / Le Tracassin
- 1962 — Красные рейтузы / Les Culottes rouges
- 1963 — Веские доказательства / Les Bonnes Causes
- 1963 — Клад Жозефы / Le Magot de Josefa
- 1963 — Странный прихожанин / Un drôle de paroissien
- 1963 — Муж моей жены (Стряпня на сливочном масле) / La Cuisine au beurre
- 1963 — Самый длинный день / Le Jour le plus long
- 1964 — Большой испуг / La Grande Frousse (La cité de l’indicible peur)
- 1965 — Разиня / Le Corniaud
- 1965 — Тайная война / Грязная игра / Guerre secrète
- 1965 — Большая касса / La Grosse Caisse
- 1965 — Лужёные глотки / Les Grandes Gueules
- 1966 — Большая прогулка / La Grande Vadrouille
- 1966 — Три беспризорных ребёнка / Trois enfants dans le désordre
- 1967 — Семья Арно / Les Arnaud
- 1967 — Асы / Les Cracks
- 1968 — Большая стирка / La Grande Lessive
- 1968 — Бросок в Монте-Карло / Gonflés à bloc / Monte Carlo Or Bust! / Those Daring Young Men in Their Jaunty Jalopies
- 1969 — Супермозг / Le Cerveau
- 1969 — Рождественская ёлка / L’Arbre de Noël
- 1969 — Большая случка / L'Étalon
- 1970 — Красный круг / Le Cercle rouge
- 1970 — Атлантический вал / Le Mur de l’Atlantique

## Награды
- Кавалер Орден искусств и литературы (1968).
- Кубок Вольпи за лучшую мужскую роль Венецианского кинофестиваля за роль Марселя Мартина в картине «Через Париж» (1956).

## Документальные фильмы
- 2013 — Андре Бурвиль. Жажда победы / André Bourvil, la rage de vaincre (реж. Гийом Флёре / Guillaume Fleuret, Жан-Батист Арно / Jean-Baptiste Arnaud)

## Память
В 1988 году в честь известного французского актёра и певца был назван астероид (6207) Бурвиль.